# カストレ
カストレ（伊: Castore, 独: Castor）は、イタリア・スイス国境のペンニネアルプス山脈にある山。
1861年 8月23日、イギリスの登山家 William Mathews, Frederick William Jacomb と、フランス人ガイド Michel Croz によって初登頂された。

## 山小屋
クインティノ・セッラ・アル・フェリクの山小屋 it:Rifugio Quintino Sella al Felik (3,585m)